# Мадікері
Мадікері (англ. Madikeri, колишня назва — англ. Mercara) — місто на півдні Індії, центр району Кодагу в штаті Карнатака. За даними 2011 року, населення становило 33 381 особу.

## Географія
Мадікері лежить на висоті понад 1000 метрів над рівнем моря у Західних Гатах.

### Клімат
Місто розташоване в зоні, що характеризується мусонним кліматом. Найтепліший місяць — квітень із середньою температурою 28,9 °C (84 °F). Найхолодніший місяць — липень, із середньою температурою 26,1 °С (79 °F).
| Клімат Мадікері         | Клімат Мадікері | Клімат Мадікері | Клімат Мадікері | Клімат Мадікері | Клімат Мадікері | Клімат Мадікері | Клімат Мадікері | Клімат Мадікері | Клімат Мадікері | Клімат Мадікері | Клімат Мадікері | Клімат Мадікері | Клімат Мадікері |
| Показник                | Січ.            | Лют.            | Бер.            | Квіт.           | Трав.           | Черв.           | Лип.            | Серп.           | Вер.            | Жовт.           | Лист.           | Груд.           | Рік             |
| Середній максимум, °C   | 32,8            | 32,8            | 33,9            | 33,9            | 32,8            | 30              | 28,9            | 28,9            | 30              | 32,2            | 32,8            | 32,8            | 31,8            |
| Середня температура, °C | 27,2            | 27,2            | 27,8            | 28,9            | 28,9            | 27,8            | 26,1            | 26,1            | 26,7            | 27,8            | 27,8            | 27,8            | 27,5            |
| Середній мінімум, °C    | 21,1            | 21,1            | 22,2            | 23,9            | 25              | 25              | 22,8            | 22,8            | 22,8            | 22,8            | 22,8            | 21,1            | 22,8            |
| Норма опадів, мм        | 1               | 0               | 17              | 33              | 183             | 1010            | 1003            | 664             | 247             | 223             | 69              | 12              | 3462            |
| Днів з опадами          | 1               | 0               | 1               | 3               | 9               | 25              | 28              | 25              | 15              | 13              | 5               | 1               | 126             |
| Вологість повітря, %    | 65              | 67              | 70              | 71              | 75              | 88              | 90              | 90              | 85              | 83              | 74              | 64              | 76.8            |
| ----------------------- | --------------- | --------------- | --------------- | --------------- | --------------- | --------------- | --------------- | --------------- | --------------- | --------------- | --------------- | --------------- | --------------- |
| Джерело: Weatherbase    |                 |                 |                 |                 |                 |                 |                 |                 |                 |                 |                 |                 |                 |